# Fonches-Fonchette
Fonches-Fonchette is een gemeente in het Franse departement Somme (regio Hauts-de-France) en telt 134 inwoners (1999). De plaats maakt deel uit van het arrondissement Montdidier.

## Geografie
De oppervlakte van Fonches-Fonchette bedraagt 5,0 km², de bevolkingsdichtheid is 26,8 inwoners per km².
De onderstaande kaart toont de ligging van Fonches-Fonchette met de belangrijkste infrastructuur en aangrenzende gemeenten.

## Demografie
Onderstaande figuur toont het verloop van het inwonertal (bron: INSEE-tellingen).

1. ↑  Populations de référence 2022.